# Bob Ezrin
Robert Alan Ezrin, detto Bob (Toronto, 25 marzo 1949), è un produttore discografico e tastierista canadese.

## Biografia
Molto importante soprattutto nella prima parte degli anni '70, ha prodotto gli album di maggior successo di Alice Cooper e il terzo album solista di Lou Reed, Berlin. Ha poi collaborato alla realizzazione di The Wall dei Pink Floyd. Inoltre è stato produttore di diversi album dei Kiss, quali Destroyer, Revenge e Music from "The Elder", collaborando con loro nella stesura di molti testi. Ha anche collaborato durante gli anni 1980 con i Kansas. Ha prodotto per i Pink Floyd anche gli album A Momentary Lapse of Reason nel 1987 e The Division Bell nel 1994 (in entrambi dei quali ha suonato anche tastiere e percussioni aggiuntive).
Nel 2002 ha prodotto l'omonimo disco d'esordio dei Thirty Seconds to Mars, oltre a Saturday Night Wrist dei Deftones nel 2006. Nel 2013 è produttore del nuovo album dei Deep Purple, intitolato Now What?!, avviando una collaborazione rinnovata anche in occasione dei successivi Infinite, Whoosh! e Turning to Crime. Sempre nel 2013 produce Fuego, il nuovo album dei Phish.
Da quando ha co-fondato la software house 7th Level nel 1993, Ezrin ha iniziato ad interessarsi di filantropia e attivismo, divenendo un eco-guerriero e supportando molteplici organizzazioni e persone impegnate nella lotta per il futuro sostenibile del nostro pianeta.

## Discografia parziale

### Produttore
- 2Cellos: In2ition (2013) – produzione e missaggio
- Thirty Seconds to Mars: 30 Seconds to Mars (2002) – produzione
- Aerosmith: Get Your Wings (1974) – produzione esecutiva
- Alice Cooper
  - Love It to Death (1971) – produzione, composizione e missaggio
  - Killer (1971) – produzione, composizione e missaggio
  - School's Out (1972) – produzione, composizione e missaggio
  - Billion Dollar Babies (1973) – produzione, composizione e missaggio
  - Welcome to My Nightmare (1975) – produzione, composizione e missaggio
  - Alice Cooper Goes to Hell (1976) – produzione, composizione e missaggio
  - Lace and Whiskey (1977) – produzione, composizione e missaggio
  - The Alice Cooper Show (1977) – produzione, composizione e missaggio
  - DaDa (1983) – produzione, composizione e missaggio
  - Brutal Planet (2000) – produzione esecutiva
  - Dragontown (2001) – produzione esecutiva
  - Welcome 2 My Nightmare (2011) – produzione, composizione e missaggio
- Army of Anyone: Army of Anyone (2006) – produzione e missaggio
- The Babys: The Babys (1977) – produzione e missaggio
- Berlin: Count Three & Pray (1986) – produzione e missaggio
- Bonham: The Disregard of Timekeeping (1989) – produzione e missaggio
- Catherine Wheel: Adam and Eve (1997) – co-produzione con GGGarth
- Tim Curry: Read My Lips (1978) – produzione e missaggio
- The Darkness: Hot Cakes (2012) – missaggio e co-produzione in una traccia (Every Inch of You)
- Deep Purple: Now What?! (2013) – produzione
- Deftones: Saturday Night Wrist (2006) – produzione
- Dr. John: Hollywood Be Thy Name (1975) – produzione e missaggio
- Fefe Dobson: Joy (2010) – produzione e missaggio
- Peter Gabriel
  - Peter Gabriel 1 (1977) – produzione e missaggio
  - Scratch My Back (2010) – produzione
- David Gilmour: About Face (1984) – produzione
- Hanoi Rocks: Two Steps from the Move (1984) – produzione e missaggio
- Héroes del Silencio: Avalancha (1995) – produzione
- Hollywood Vampires: Hollywood Vampires (2015) – produzione
- Hurricane: Over the Edge (1988) – produzione
- Jane's Addiction: Strays (2003) – co-produzione con Mike Clink
- The Jayhawks: Smile (2000) – co-produzione con Brian Virtue
- Kansas: In the Spirit of Things (1988) – produzione e missaggio
- Kiss
  - Destroyer (1976) – produzione e missaggio
  - Music from "The Elder" (1981) – produzione e missaggio
  - Revenge (1992) – produzione
- Kula Shaker: Peasants, Pigs & Astronauts (1999) – produzione
- Julian Lennon: Help Yourself (1991) – produzione
- Nils Lofgren: Nils (1979) – produzione e missaggio
- Geoffrey Oryema: Beat the Border (1993)
- Orchestra di piazza Vittorio: L'Orchestra di Piazza Vittorio (2004) – produzione e missaggio
- Phish: Fuego (2014) – produzione
- Pink Floyd
  - The Wall (1979) – produzione
  - A Momentary Lapse of Reason (1987) – produzione
  - The Division Bell (1994) – produzione
  - The Endless River (2014) – basso elettrico
- Trevor Rabin: Can't Look Away (1989) – produzione
- Lou Reed: Berlin (1973) – produzione e missaggio
- Rod Stewart: Every Beat of My Heart (1986) – produzione
- Téléphone: Dure Limite (1982) – produzione e missaggio
- Taylor Swift: Speak Now: World Tour Live (2011) – missaggio
- The Throbs: The Language of Thieves and Vagabonds (1991) – produzione

### Con i Deep Purple
- 2013 - Now What?!
- 2017 - Infinite
- 2020 - Whoosh!
- 2021 - Turning to Crime

### Musicista

#### Con Alice Cooper
- DaDa, 1986